# Wojciech Sulatycki
Wojciech Sulatycki herbu Sas (ur. ok. 1738, zm. ok. 1790) – skarbnik lwowski, wojski lwowski.
Urodził się około 1738 roku jako syn Stefana, podstolego winnickiego i Joanny Jarzyckiej herbu Rogala. W młodym wieku zaczął robić karierę urzędniczą, w 1760 roku był posłem sejmiku halickiego do sejmiku generalnego województwa ruskiego, w 1764 roku został wojskim owruckim, w 1766 roku wojskim pilzneńskim, w 1767 roku wojskim przemyskim, w 1770 roku skarbnikiem lwowskim, w 1771 roku wojskim mniejszym lwowskim, w latach 1773-1775 wojskim większym lwowskim. Zmarł około 1790 roku.
W 1779 roku ożenił się z Marią Franciszką Mrozowicką herbu Prus III, używającą imienia Franciszka, córką Adama, starosty stęgwilskiego i regimentarza wojsk koronnych oraz Ewy Franciszki Puzynianki, pisarzówny wielkiej litewskiej, która urodziła się w 1750 roku w Sokołówce i ochrzczona została w tamtejszej parafii w dniu 12 października tego roku. Jego żona wniosła do rodziny Sulatyckich znaczne wiano, m.in. majątki: Cześnik i Danilcze w pow. rohatyńskim, które zapisała swoim wnuczkom: Pelagii z Hołowińskich Proskurczynie, Marii z Hołowińskich Sariusz-Zaleskiej oraz Cecylii Hołowińskiej. Była zaangażowana w działalność charytatywną, została wymieniona, jako jedna z trzech osób, obok: Jana hr. Skarbka i Henriety hr. Bąkowskiej, które najwięcej łożyły na „szacowne Zgromadzenie Sióstr Miłosierdzia”. Ze środków otrzymanych głównie od wymienionych osób sfinansowano w 1825 roku „szpital Lwowski pod dozorem Sióstr Miłosierdzia”, „Szpital Mariampolski” oraz „Szpital Przeworski”. 
Pozostawił z Franciszką Mrozowicką dwóch synów: Kałacera Goldiniego i Jana Nepomucena Waleriana oraz trzy córki: Weronikę, Mariannę oraz Zofię.